# Pilar D’Ocon Navaza
Pilar D’Ocon Navaza (Betanzos, La Coruña, España, 1957) es Catedrática de Farmacología de la Universidad de Valencia.

## Biografía
Pilar D’Ocon Navaza es doctora en Farmacia por la Universidad de Valencia, es Catedrática de Farmacología y Directora del máster “Investigación y Uso Racional del Medicamento” (2006-actualidad) integrado en el programa de doctorado de biomedicina y farmacia con mención de calidad. 
Ha sido Secretaria (1987-1988) y Vicedecana (1988-1990) de la Facultad de Farmacia de la Universidad de Valencia, miembro de la Comisión de Investigación (1986-1991, 2001-2003) y de la Comisión Técnica de elaboración de los nuevos Planes de Estudios de la Universidad de Valencia (1991-1993) y ha formado parte de diversas comisiones del Departamento de Farmacología y de la Facultad de Farmacia, perteneciendo durante muchos años y en la actualidad, a la Junta de Centro de esta Facultad. 
Ha desarrollado proyectos de innovación sobre “Aprendizaje basado en problemas” en la enseñanza de grado y posgrado. Su actividad investigadora se ha centrado en la farmacología cardiovascular, habiendo desarrollado 18 proyectos de investigación financiados por organismos públicos internacionales, nacionales y locales, 13 de ellos como Investigadora principal que abordan tanto el estudio de los mecanismos fisiopatológicos de los problemas cardiovasculares como la búsqueda de nuevos principios de origen natural con un posible interés terapéutico. 
Ha dirigido 8 tesis doctorales y publicado más de 80 artículos en revistas científicas de proyección internacional. Tiene reconocidos 4 sexenios de investigación y 5 quinquenios docentes.[cita requerida]

## Actividad Académica
Evaluadora de proyectos de investigación para agencias nacionales (ANEP, FIS, AGAUR, Junta de Galicia)[cita requerida] e internacionales (CONICYT, Chile)[cita requerida] y referee de varias revistas científicas internacionales. Miembro de Comisiones evaluadoras de ANEP en convocatorias singulares (Ramón y Cajal, Juan de la Cierva,…)[cita requerida] y de la Comisión de Acreditación de la ANECA para el Área de Ciencias de la Salud (programa ACADEMIA).[cita requerida]
Pertenece a varias sociedades científicas españolas y extranjeras,[cita requerida] siendo Vocal de la Junta Directiva de la Sociedad Española de Farmacología. [cita requerida]

## Libros
- Miquel R, Gisbert R, Serna E., Pérez-Vizcaíno F, Anselmi E, Noguera MA, Ivorra MD, D’Ocon P. Acute and chronic captopril, but not prazosin nor nifedipine, normalize alterations in adrenergic intracellular Ca2+ handling observed in the mesenteric arterial tree of spontaneously hypertensive rats J Pharmacol Exp Ther, 313: 359-367, 2005.
- Miquel R, Ali Z, D’Ocon P, McGrath JC, Daly CI, A 3D image análisis method for studying fluorescent drug binding in segments of blood vessel wall Molecular Imaging, 4: 1-13, 2005
- Ivorra M.D., Valiente M., Martínez S., Madrero Y., Noguera M.A., Cassels B.K., Sobarzo E., D’Ocon P., 8-NH2 Boldine an antagonist of 1A- and 1B-adrenoceptors without affinity for the 1D subtype: structural requirements of aporphines at 1  adrenoceptor subtypes  Planta Med, 71: 897-903, 2005
- Martí, D., Miquel, R., Ziani, K., Gisbert, R., Ivorra, MD, Anselmi, E., Moreno, L., Villagrasa, V., Barettino D., D’Ocon P Correlation between mRNA levels and functional role of 1-adrenoceptor subtypes in arteries: evidence of 1L as a functional isoform of the 1A -adrenoceptor. Am J Physiol Heart Circ Physiol , 289, H1923-1932, 2005
- Nuñez, C., Víctor, VM, Tur, R., Álvarez-Barrientos, A., Moncada, S., Esplugues, JV, D’Ocon P. Discrepancies between nitroglycerin and NO-releasing drugs on mitochondrial oxygen consumption, vasoactivity and the release of NO Cir Res, 97: 1063-1069, 2005
- Esplugues JV, Rocha M., Nuñez C., Boscá I., Ibiza, S., Herance JR., Ortega A., Serrador JM.,  D’Ocon P., Víctor VM. Complex I dysfunction and tolerance to nitroglycerin: an approach based on mitochondrial-targeted antioxidants Circ. Res. 99 (11): 1067-1075, 2006
- Agüero J, Almenar L, D’Ocon P, Oliver E, Montó F, Moro J, Castelló A, Rueda J, Martínez-Dolz L, Sánchez-Lázaro I, Montero JA , Correlation Between Beta-Adrenoceptors and G-Protein-Coupled Receptor Kinases in Pretransplantation Heart Failure  Transplant Proc 40, 3014-3016, 2008
- Oliver E, Martí D, Montó F, Flacco N, Moreno L, Barettino D, Ivorra MD, D’Ocon P , The impact of  1-adrenoceptors up-regulation accompanied by the impairment  of -adrenergic vasodilatation in hypertension  J. Pharmacol Exp. Ther., 328, 982-990, 2009
- VM. Víctor, C Nuñez, P D’Ocon, C Taylor, JV Esplugues and S Moncada Regulation of oxygen distribution in tissues by endothelial nitric oxide Circ Res 104 (10):1178-1183, 2009
- J. Agüero, L. Almenar, P. D’Ocon, E. Oliver, F. Montó, J. Rueda, D. Vicente, L. Martínez-Dolz, A. Salvador Myocardial and peripheral lymphocytic transcriptomic dissociation of -adrenoceptors and G protein–coupled receptor kinases in heart transplantation J. Heart Lung Transplant. 28(11):1166-1171, 2009
- E. Oliver, E. Rovira, F. Montó, C. Valldecabres, R. Julve, V. Muedra, N. Ruiz, D. Barettino,  P. D’Ocon β-Adrenoceptor and GRK3 expression in human lymphocytes is related to blood pressure and urinary albumin excretion. J Hypertens (en prensa)